# Swiss Films
Swiss Films ist eine Schweizer Stiftung, welche das Marketing und den Verleih von Schweizer Filmen national und  international unterstützt.

## Geschichte
Die Non-Profit-Organisation entstand im Jahr 2004 aus dem Zusammenschluss des 1975 gegründeten Schweizerischen Filmzentrums SFZ, des Pro Helvetia Filmdienstes und der Kurzfilm Agentur Schweiz KAS.

## Organisation
Oberstes Organ ist der neunköpfige Stiftungsrat, der von Catherine Mühlemann präsidiert wird. Die operative Leitung erfolgt von Mai 2013 bis April 2021 durch Catherine Ann Berger, welche den langjährigen Direktor Micha Schiwow ablöste. Seit Juli 2021 ist Nicola Ruffo Direktor dieser Organisation. Swiss Films hat ihren Sitz in Zürich und verfügt über eine weitere Geschäftsstelle in Genf.

## Aufgaben und Finanzierung
Der Stiftungszweck besteht in der Verbreitung, kulturelle Vermittlung und Vernetzung des schweizerischen Filmschaffens. Zu diesem Zweck bietet sie Regisseuren und Produzenten einen Promotionsservice und fördert den internationalen Vertrieb ihrer Filme. Sie organisiert Filmreihen und Retrospektiven im In- und Ausland, ist Partnerin des Schweizer Filmpreises und Herausgeberin des nationalen Filmkatalogs, der alle Spiel-, Dokumentar- und Kurzfilme eines Jahres verzeichnet. Swiss Films ist eines der zehn Gründungsmitglieder der European Film Promotion, einem Netzwerk für Filmpromotionsagenturen in Europa.
Die Stiftung hat einen Leistungsauftrag des Bundesamts für Kultur und der Kulturstiftung Pro Helvetia und wird zudem von weiteren öffentlichen und privaten Stellen unterstützt.